# 第67集団軍
第67集団軍（だい67しゅうだんぐん、第67集团军）とは、国共内戦時代から1999年の軍縮まで存在した中国人民解放軍陸軍の軍級部隊。

## 歴史
第67集団軍の前身は、晋察冀軍区の部隊である。対日戦勝後、晋察冀軍区第2縦隊に改編され、郭天民（後に楊得志）が司令に、李志民が政治委員に任命された。
国共内戦中、華北の主要戦役に参加した。
1951年、朝鮮戦争に参加し、秋季攻勢で米軍を撃破した。1953年夏、金化反撃戦において、陣地の守備に就き、敵の攻撃を撃退した。
1980年代、老山の戦い（中越国境紛争）に参加し、配下の第199師が大戦果を挙げた。
1999年に解散。